# Dodonaea platyptera
Dodonaea platyptera är en kinesträdsväxtart som beskrevs av Ferdinand von Mueller. Dodonaea platyptera ingår i släktet Dodonaea och familjen kinesträdsväxter. Inga underarter finns listade i Catalogue of Life.